# 外幣
外幣是指在一个官方的货币区域内所使用的一种其它货币或者利用一种其它货币所提出的付款要求。
其中包括：
- 外国账号和有价证券
- 在国内的外国货币的账号
- 外国的现款

假如一个地区的官方货币被看作是在近期内不稳定或者不可靠的话（比如高度的通货膨胀或者政治不稳定），那么会有许多人设法使用外币来作为价值贮藏。大的和重要的经济单位（比如进行对外贸易的银行、中央银行或者政府）也会储藏外币。这些外币可以用来减小一个货币贬值带来的价值冲击，或者为了促进或者简化国际贸易的进行，等等。政府也使用外币作为其经济政策的手段。有些人也使用外币来进行投机冒险，以获取兑换波动所造成的利润。
储藏外币有一定的风险。假如一个货币流通到外国的话，其流通率会降低，在它的官方流通地区内它的数量就会减少。这样的话它的官方中央银行就会被迫使增加其数量，这个做法在一定条件下会导致这个货币贬值。比如2002年美元相对于欧元在短期内贬值15%，导致欧元地区内的美元外币储藏贬值。

## 兑换范围
不同的货币的兑换范围不同
- 可自由兑换的外币可以无限制地、自由地兑换成其它货币。
- 有限可兑换的外币只能在一定的条件下可以兑换，比如只有一定的人可以兑换，或者兑换的数量有限等等。
- 不可兑换的外币不允许兑换为其它货币或者只有通过特许才能兑换为其它货币。

## 外币贸易
外币贸易市场是世界上最大的国际贸易市场。这个市场也是确定各种货币之间兑换比率的机构。最重要的贸易点有纽约、东京、香港、法兰克福、伦敦等。最重要的外币有美元、欧元、日元以及英镑和瑞士法郎。